# 린디 레미지노

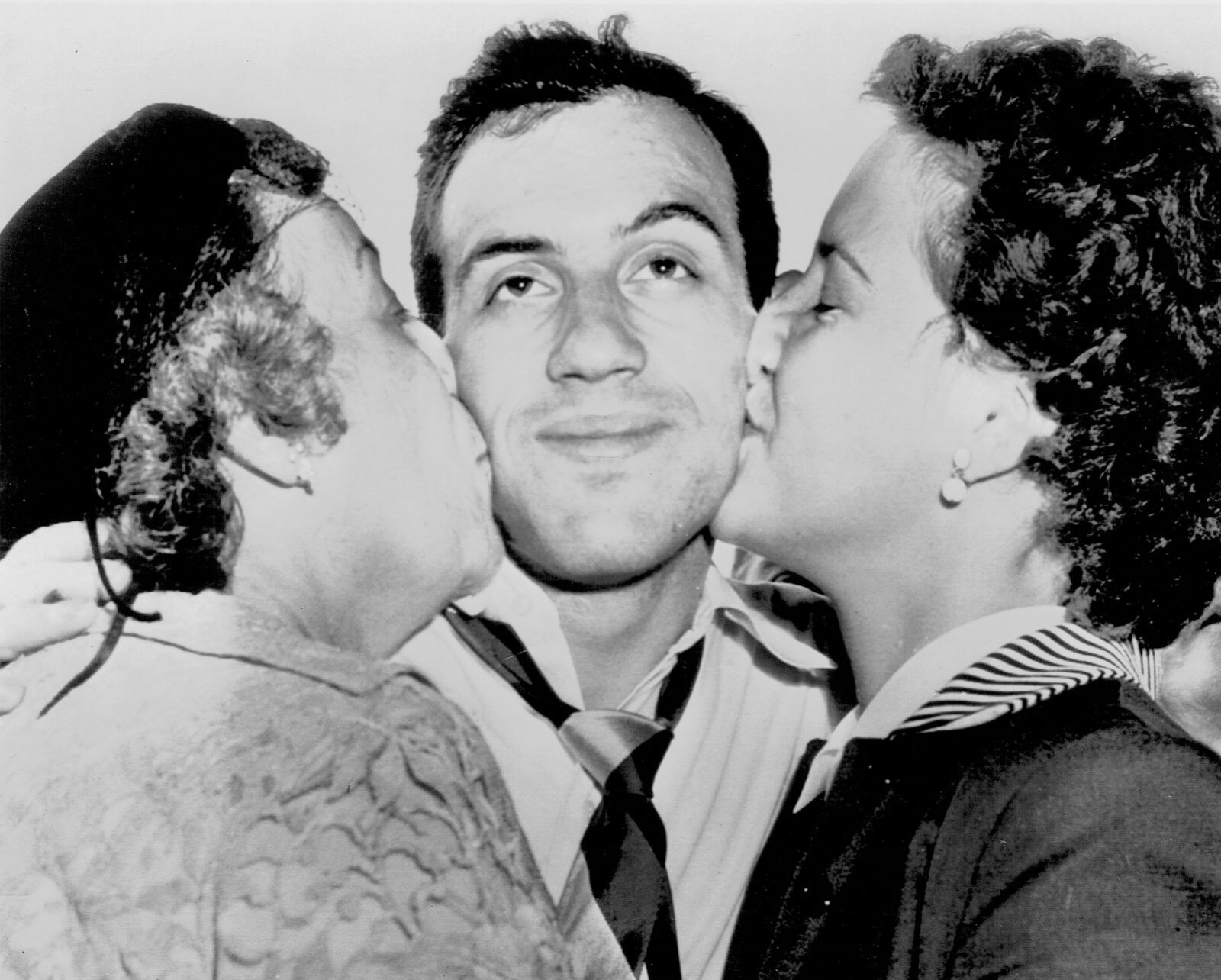
1952년 어머니 로즈(왼쪽)와 약혼자 준 하버티와 함께 있는 레미지노

린디 레미지노(Lindy Remigino, 본명: 린디 존 레미지노, Lindy John Remigino, 1931년 6월 3일 ~ 2018년 7월 11일)는 미국의 트랙 필드 선수이자 1952년 올림픽 100m 챔피언이었다.
레미지노는 2018년 7월 11일 87세의 나이로 사망했다.